# Schilbe laticeps
Schilbe laticeps és una espècie de peix de la família dels esquilbèids i de l'ordre dels siluriformes.

## Morfologia
Els mascles poden assolir els 23 cm de llargària total.

## Reproducció
És ovípar.

## Distribució geogràfica
Es troba a Àfrica: conca del riu Congo.